# Erythranthe inflatula
Erythranthe inflatula är en gyckelblomsväxtart som först beskrevs av Wilhelm Nikolaus Suksdorf och som fick sitt nu gällande namn av Guy L. Nesom.
Erythranthe inflatula ingår i släktet Erythranthe och familjen gyckelblomsväxter. Inga underarter finns listade i Catalogue of Life.